# Goetheplatz (métro de Munich)
Goetheplatz (en allemand : U-Bahnhof Goetheplatz) est une station de la section commune aux lignes U3 et U6 du métro de Munich. Elle est située dans le secteur de Ludwigsvorstadt-Isarvorstadt, à Munich en Allemagne.

## Situation sur le réseau

Plan du métro (2020).

C'est une station particulière car avec 135 mètres elle est plus longue que toutes les autres stations à 120 m. La majeure partie de la gare se trouve sous la Lindwurmstraße et seule la partie nord se trouve sous la Goetheplatz.

## Histoire
L'enveloppe du Lindwurmtunnel de Sendlinger Tor à Goetheplatz, y compris la station, est achevée entre 1938 et 1941 pour être un tunnel de la S-Bahn de Munich. Les autres travaux sont arrêtés en raison de la Seconde Guerre mondiale, le lieu sert d'abri anti-aérien jusqu'à la fin de la guerre. Au début des années 1950, on y exploite une champignonnière. Le tunnel et la station restent inutilisés jusqu'en 1965, date à laquelle on décide de construire le métro de Munich.
La station ouvre le 19 octobre 1971 et est jusqu'en 1975 le terminus des lignes 3 et 6.

## Architecture
Les parois derrière la voie sont constituées de panneaux de fibrociment bleu-gris traversés par la ligne bleue. Les colonnes étaient recouvertes de tuiles de différentes nuances de vert. Le plafond n'a pas de bande lumineuse, mais des tubes fluorescents individuels pour lesquels il y a des trous supplémentaires dans le panneau du plafond. Le sol est conçu avec un motif de galets de l'Isar, censé refléter la lumière.

## Services aux voyageurs

### Accès et accueil
À l'extrémité sud, des escalators emmènent à un portique et plus loin à la Lindwurmstraße et à la Goetheplatz.
Des haut-parleurs diffusent de la musique classique tout au long de la journée dans cette station.

### Desserte
Goetheplatz est desservie alternativement par les rames de la ligne U3 et les rames de la ligne U6.

### Intermodalité
La station est en correspondance avec les lignes de bus X98, 58 et 68.